# Lucian Bute
Lucian Bute (Galați, 1980. február 28.) román ökölvívó.

## Amatőr eredményei
- 1999-ben bronzérmet szerzett a világbajnokságon váltósúlyban.

## Profi karrierje
2003-ban állt profinak és a francia nyelvű Québec legnagyobb városába, Montréalba költözött. 2007. október 19-én a kolumbiai Alejandro Berrio legyőzésével lett az IBF nagyközépsúlyú világbajnoka. Az első címvédésén, 2008. február 29-én kiütötte a volt középsúlyú világbajnok amerikai William Joppyt.
Veretlen, mind a 26 profi mérkőzését megnyerte, ebből 21 kiütéses győzelem volt.

## Külső hivatkozások
- Lucianbute.com (francia, angol, román)
- Profi mérkőzései